# 上田茂
上田茂，是日本男性動畫導演。

## 概要
- 大学畢業後即投入動畫業界，經歷制作進行、演出助手等職務，現以自由業身分活躍中。
- 本名上田茂，演出助手時代開始使用同音化名，想在當時幾乎滿是漢字的片尾字幕表中引人注目。也因此常誤認成另一同業上田繁（日語同音）。

## 參加作品

### 電視動畫
- 奔向彩虹的另一方！少女黛安娜物語（1986年：制作進行） ※當時黛安娜王妃特別節目的動畫
- 霹靂貓（1986年：演出助手） ※美日合作
- 銀鷹戰士（1986年：演出助手） ※美日合作
- 太空恐龍（1987年：演出助手） ※美日合作
- 虎鯊神兵（1987年：演出助手） ※美日合作
- 阿鶴公主（1990年：演出）
- 動畫秘密花園（1991年-1992年：分鏡、演出）
- 新機甲桃太郎（1990年-1991年：演出） ※本名「上田茂」
- 漫畫入門物語（1991年：演出（動畫部分））
- 少年劍道王直角（1991年：演出）
- 小淘氣達美歐（1992年：分鏡、演出）
- 魔幻小守（1992年：分鏡、演出） ※名義並用
- 小魔女得意妹（1992年-1993年：分鏡、演出）
- 秀逗泰山（1993年-1994年：分鏡、演出）
- 幽☆遊☆白書（1992年-1995年：演出）
- 貓狗寵物街（1994年（第2季）：分鏡、演出）
- 丹丹的生活日記（1992年：分鏡）
- 精靈採訪隊（1992年-1993年（第2季）：担当演出）
- DNA²（1994年：演出）
- 小紅豆（1995年：演出）
- 忍空（1995年-1996年：演出）
- 遊熊好閒（1995年-1996年：分鏡、演出）
- 聖誕傳奇（1996年：分鏡、演出）
- 科學情人（1997年：分鏡、演出）
- 神行太保（1997年：分鏡、演出）
- 靈異獵人（1997年：分鏡、演出）
- 宇宙小毛球（1995年-1997年：分鏡、演出） ※名義並用
- 逮捕令 第1季（1996年-1997年：演出）
- 浪客劍心（1996年-1998年：演出）
- 熱鬥小馬（1996年-1997年：分鏡）
- CLAMP学園偵探團（1997年：分鏡）
- 熱沙霸王健馱邏（1998年：演出）
- 反斗小王子（第1期：1998年：演出）
- 万能文化猫娘（1998年：演出）
- 南海奇皇（1998年（第1季）：分鏡、演出）
- 玲音（1998年：演出）
- 宇宙海盜大冒險系列（1999年：分鏡、演出）
  - 宇宙海盜大冒險
  - 宇宙海盜大冒險 2人的女王
- 微星小超人（1999年：分鏡、演出）
- 地球防衛企業（1999年：分鏡、演出）
- 網路安琪兒（1999年（第1季）：分鏡、演出／2000年（第2季）：演出）
- 銀河冒險戰記（2000年：分鏡、演出）
- 純情房東俏房客（2000年：分鏡、演出）
- 袖珍女侍小梅（2000年：分鏡、演出）
- 永恆傳說（2001年：監督）
- 通靈王（2001年-2002年：分鏡、演出、ED2分鏡、演出）
- 辣妹當家（2001年-2002年：分鏡、演出）
- 變種危機（2001年：分鏡、演出）
- 小小雪精靈（2001年-2002年：分鏡）
- 圓盤皇女（2002年：監督、分鏡、演出）
- 十二国記（2002年-2003年：分鏡、演出）
- 宇宙學園（2003年：分鏡、演出）
- 天使怪盜（2003年：演出）
- 鋼之鍊金術師（2003年-2004年：分鏡、演出）
- 光與水的女神（2004年：演出）
- 洛克人EXE系列（2003年-2006年：演出）
  - 洛克人EXE AXESS
  - 洛克人EXE BEAST
  - 洛克人EXE BEAST+
- 蒼穹之戰神（2004年：分鏡、演出）
- 武器種族傳說（2005年：監督、分鏡、演出）
- SHUFFLE!（2005年：演出）
- 銀牙傳說（2005年-2006年：分鏡、演出）
- 備長炭（2006年：演出）
- BLEACH（2006年、2010年-2011年：分鏡、演出）
- Fate/stay night（2006年：分鏡、演出）
- BLOOD+（2005年-2006年：演出）
- 暮蟬悲鳴時（2006年：演出）
- SIMOUN（2006年：演出）
- 武装鍊金（2006年-2007年：分鏡、演出）
- 少年陰陽師（2006年-2007年：演出）
- REIDEEN（2007年：分鏡）
- 鬼面騎士（2007年：演出）
- 大江戶火箭（2007年：演出）
- CODE-E（2007年：分鏡、演出）
- 棋靈少女（2007年：分鏡）
- 機動戰士GUNDAM 00（2007年-2008年：分鏡、演出）
- 記憶女神的女兒們（2008年：監督）
- 出包王女（2008年：演出）
- 地獄少女 三鼎（2008年：演出）
- 夢象成真（2009年：演出）
- 真魔神 衝擊！Z篇（2009年：第8話分鏡）
- 潘朵拉之心（2009年：分鏡、演出）
- 元氣媽媽（2009年：分鏡）
- 學生会的一存（2009年：分鏡、演出）
- 神奇寶貝鑽石&珍珠（2009年：分鏡、演出）
- 大小姐×執事！（2010年：分鏡）
- 妖怪少爺（2010年：演出）
- MM一族（2010年：分鏡、演出）
- 神奇寶貝BestWishes系列（2010年-：分鏡、演出）
  - 神奇寶貝BestWishes
  - 神奇寶貝BestWishes 第2季
- 出包王女 第2季（2010年：分鏡、演出）
- Dragon Crisis!（2011年：演出）
- 機動戰士GUNDAM AGE（2011年-2012年：分鏡、演出）
- 輪迴的拉格朗日 第2季（2012年：ED演出）
- Little Busters!（2012年：分鏡、演出）
- Beast Saga（2013年：分鏡）
- LINE TOWN（2013年：分鏡、演出）
- 宇宙戰艦大和號2199（2013年：演出）
- 革命機Valvrave（2013年：演出）
- 神奇寶貝XY（2013-2016年：演出）
- Oreca Battle（2014-2015年：分鏡、演出／OP演出）
- 白銀的意志 ARGEVOLLEN（2014年：演出）
- GUNDAM創戰者（2014-2015年：演出）
- DAYS（2016年：演出）
- 傀儡馬戲團（2018年-2019年：演出）
- 小書痴的下剋上（2019年-：演出）
- 離開A級隊伍的我，和從前的弟子往迷宮深處邁進（2025年：演出）

### OVA
- 超時空羅馬風 沙美（1986年：制作進行） ※本名「上田茂」
- 創龍傳（1991年-1993年：第1卷演出）
- 鐵腕女警（1996年-1997年：演出助手）
- 非常偶像Key（1997年：分鏡、演出）
- 新·男樹（1998年：監督、分鏡） ※初監督作品
- 出包王女 OVA（2009年：演出）

### 電影
- RUNNING BOY 星際戰士的祕密（1986年：制作進行） ※本名「上田茂」
- GARAGA（1989年：演出助手）
- 幽☆遊☆白書（1993年：演出）
- 微星小超人 劇場版（1999年：演出）
- 神奇寶貝劇場版：裂空的訪問者 代歐奇希斯（2004年：演出）
- 劇場版BLEACH Fade to Black 呼喚你的名字（2008年：分鏡、演出）
- 神奇寶貝劇場版：比克提尼與黑英雄 捷克羅姆／白英雄 雷希拉姆（2011年：演出）

### 電玩遊戲
- 異常者獵人X（2005年：分鏡（影片部份））
- SIMOUN 異薔薇戰争（2007年：OP演出）
- Glory of Heracles（2008年：分鏡、演出（影片部份））